# Episodi di Zoids (quarta stagione)
Questa è una lista degli episodi della quarta stagione della serie anime Zoids, andata in onda in Giappone dal 3 ottobre 2004 al 3 aprile 2005.

## Lista episodi
| Nº  | Giapponese 「Kanji」 - Rōmaji                                                   | In onda          | In onda |
| Nº  | Giapponese 「Kanji」 - Rōmaji                                                   | Giapponese       |         |
| 94  | 「Ziに吹く風／海外名」 - Zi ni fuku kaze                                        | 3 ottobre 2004   |         |
| 95  | 「1＋1=?」 - 1+1=?                                                              | 10 ottobre 2004  |         |
| 96  | 「岩山の死闘／海外名」 - Iwayama no shitou                                      | 17 ottobre 2004  |         |
| 97  | 「ライガーゼロフェニックス ズィーユニゾン」 - Raigaa zero fenikkusu zuiiyunizon | 24 ottobre 2004  |         |
| 98  | 「少年マット」 - Shounen matto                                                  | 31 ottobre 2004  |         |
| 99  | 「熱砂ロード」 - Netsu suna ro^do                                               | 7 novembre 2004  |         |
| 100 | 「姿無き敵」 - Sugata naki teki                                                 | 14 novembre 2004 |         |
| 101 | 「青い稲妻」 - Aoi inaduma – "Fulmine blu"                                      | 21 novembre 2004 |         |
| 102 | 「がんばれ治安局」 - Ganbare chian kyoku                                        | 28 novembre 2004 |         |
| 103 | 「過去からの来訪者」 - Kako karano raihousha – "Visitatori dal passato"         | 5 dicembre 2004  |         |
| 104 | 「嵐のバトルロイヤル」 - Arashi no batoruroiyaru                                | 12 dicembre 2004 |         |
| 105 | 「対決！RD対マット」 - Taiketsu !! RD tsui matto                                | 19 dicembre 2004 |         |
| 106 | 「三強激突」 - Sankyou gekitotsu                                                | 26 dicembre 2004 |         |
| 107 | 「魔竜覚醒」 - Ma ryuu kakusei – "Il risveglio del magico drago"                | 9 gennaio 2005   |         |
| 108 | 「失った翼」 - Utta tsubasa – "Hai perso le ali"                                | 16 gennaio 2005  |         |
| 109 | 「新しき友」 - Atarashi ki tomo                                                 | 23 gennaio 2005  |         |
| 110 | 「空の悪夢」 - Sora no akumu                                                    | 30 gennaio 2005  |         |
| 111 | 「栄光は誰がために」 - Eikou ha darega tameni                                   | 6 febbraio 2005  |         |
| 112 | 「真昼の決闘」 - Mahiru no kettou                                               | 13 febbraio 2005 |         |
| 113 | 「エヴォリューション」 - Evoryuushon – "Evolution"                              | 20 febbraio 2005 |         |
| 114 | 「水面と底流・・」 - suimen to teiryuu ...                                      | 27 febbraio 2005 |         |
| 115 | 「破壊神暴走」 - hakaishin bousou                                               | 6 marzo 2005     |         |
| 116 | 「マッハストーム解散」 - Mahhasutoumu kaisan                                    | 13 marzo 2005    |         |
| 117 | 「伝説のゾイド」 - Densetsu no zoido                                            | 20 marzo 2005    |         |
| 118 | 「決戦」 - Kessen                                                               | 27 marzo 2005    |         |
| 119 | 「惑星Ziの青い空」 - Wakusei Zi no aoi sora                                     | 3 aprile 2005    |         |